# 986 Amelia
986 Amelia је астероид главног астероидног појаса. Приближан пречник астероида је 50,94 , 
а средња удаљеност астероида од Сунца износи 3,136 астрономских јединица (АЈ). 
Инклинација (нагиб) орбите у односу на раван еклиптике је 14,793 степени, а орбитални период износи 2028,560 дана (5,553 година). Ексцентрицитет орбите астероида износи 0,199. 
Апсолутна магнитуда астероида износи 9,40 а геометријски албедо 0,118.
Астероид је откривен 19. октобра 1922. године.